# Synagoge (Biel)

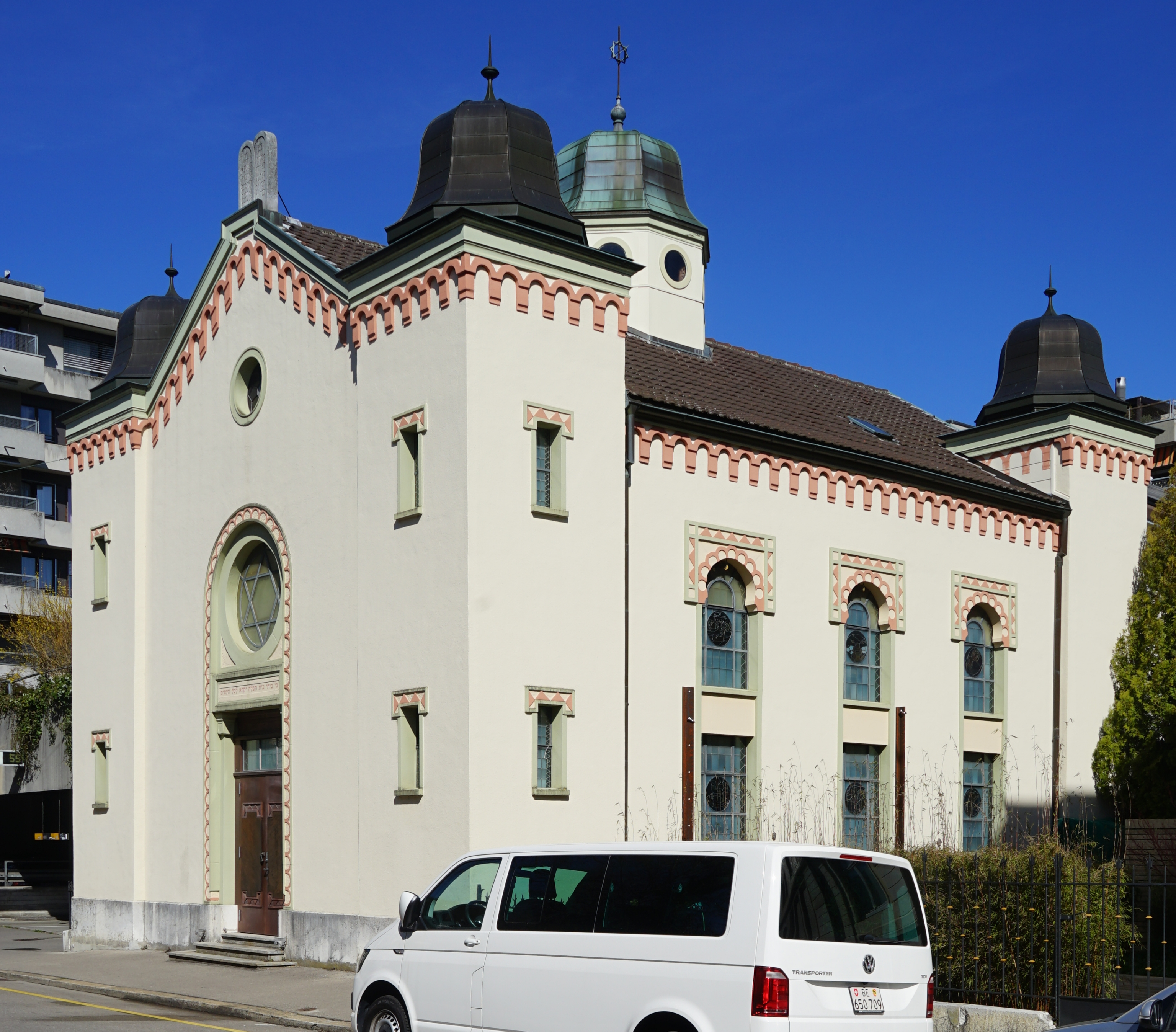
Gesamtansicht von Süden (2022)

Die Synagoge in Biel (französisch Bienne) im Kanton Bern in der Schweiz wurde 1882/1883 errichtet. Die Synagoge im «maurischen Stil» an der Rüschlistrasse 3 steht unter Denkmalschutz.

## Lage
Die Synagoge befindet sich im Quartier Neustadt Nord «(Nouvelle ville nord)» südwestlich der Bieler Altstadt. Der Bau orientiert sich am Typographengässli, das in Richtung Ostnordost zur Zentralstrasse verläuft. Westlich gegenüber befindet sich das NMB Neue Museum Biel, wo die jüdische Gemeinde von 1858 bis 1883 in einem ehemaligen Manufakturgebäude an der Schüsspromenade ihren Betsaal unterhielt.

## Geschichte
Von 1450 bis 1830 war Juden ein ständiger Aufenthalt in Biel verwehrt. Nach ihrer rechtlichen Gleichstellung nach der Berner Verfassung von 1846 bildete sich zwei Jahre später die «Israelitische Corporation Biel» (ICB). Nach einem Betlokal in einem Privathaus wurde 1858 ein Raum der ehemaligen Indiennemanufaktur als Betsaal eingerichtet.
Die jüdische Gemeinde erwarb 1882 einen Bauplatz neben der Druckerei von Leo Heer. Die Synagoge wurde von den Bieler Architekten August Eduard Haag und Johann Jacob Frey entworfen und am 7. September 1883 mit einer Weihepredigt des Genfer Oberrabbiners Joseph Wertheimer der Gemeinde übergeben.
Das Gebäude erhielt 1918 nach einer Eingabe des Frauenvereins elektrisches Licht. Es wurde in den Jahren 1922, 1956, 1975 und 1995 renoviert. Die Ecktürme erhielten 1999 die 1956 entfernten Zwiebelhauben zurück. Der israelische Künstler Robert Nechin aus En Hod gestaltete 1995 zwölf runde Buntglasscheiben mit biblischen Themen aus der Tora.
Das «historisch und kulturell sehr bedeutsame» Bauwerk wurde per Regierungsratsbeschluss (RRB 2546) im August 2000 geschützt. In das «Bauinventar» der Denkmalpflege des Kantons Bern wurde es 2003 als «schützenswert» aufgenommen. Kulturgüter-Objekte der «Kategorie C» wurden (Stand: Juni 2022) noch nicht veröffentlicht. Es ist Teil der «Baugruppe F» (Brunnenplatz).
Im Frühjahr 2021 gab es eine auffällige Häufung antisemitischer Anschläge auf Synagogen der Schweizer Romandie innerhalb weniger Wochen, und zwar in Lausanne, Genf (Synagoge der Communauté Juive Libérale de Genève GIL) und Biel. Am 18. Februar 2021 wurden mit einem scharfen Gegenstand an der Türe der Synagoge Biel ein Hakenkreuz und die Parolen «Sieg Heil» und «Juden Pack» eingeritzt, was landesweit und darüber hinaus Beachtung fand. Der Anschlag blieb unaufgeklärt.

## Beschreibung
Die Synagoge ist ein längsrechteckiger Massivbau mit einem Satteldach. Sie steht giebelständig an der Strasse. Die vier Ecktürme treten kaum gegenüber den Fassaden hervor. Der Dachfirst wird nur durch ihre Zwiebelhauben überragt. Das Dach wird von einer achteckigen Laterne mit runden Fenstern gekrönt. Ein zierlicher Rundbogenfries unter dem Dach läuft um das gesamte Gebäude. An den Längsseiten zeigt das Gebäude jeweils drei Fensterachsen. Die Fenster haben oben Hufeisenbögen, ihr unterer Teil ist, durch die Empore bedingt, rechteckig. Die Schmalseiten werden jeweils von einem Rundfenster mit Davidstern abgeschlossen. Die Westfassade wird von den Gebotstafeln abgeschlossen. Rundfenster und Eingangsportal sind dort durch einen Rundbogen zusammengefasst. Der Türsturz zeigt die hebräische Inschrift:    ביתי בית־תפלה יקרא לכל־העמים („Mein Haus soll ein Bethaus genannt werden für alle Völker“. Jes 56,7b, Übersetzung: Zunz) 
Das Innere ist als schlichter Saal unter einer polygonalen Flachkuppel gestaltet. Der Stuckfries hat orientalische Vorbilder. Die Frauenempore läuft an drei Seiten um. Sie wird von kunstvollen Gusseisenkonsolen von «ungewöhnlicher Qualität» gestützt. Ähnlich wertvoll sind die Messinglampen. Bima und Toraschrein stehen an der Ostwand.

## Belege
1. ↑  Biel/Bienne (Kanton Bern, CH). Jüdische Geschichte / Synagoge. (abgerufen am 18. März 2022)
2. 1 2 3 4 5  Jüdische Gemeinde Biel: Die Geschichte der Bieler Synagoge. (PDF; 3,8 MB; abgerufen am 18. März 2022)
3. 1 2 3 4  Die Synagoge im Bauinventar des Kantons Bern (abgerufen am 21. Januar 2024)
4. ↑  Schändung der Synagoge in Biel. In: swissjews.ch. 18. Februar 2021, abgerufen am 30. Juni 2022.
5. ↑  Jüdische Gemeinde Biel – Hakenkreuz an Synagoge – Anzeige eingereicht. In: Berner Zeitung. 18. Februar 2021 (online).

Koordinaten: 47° 8′ 20,9″ N, 7° 14′ 35,6″ O; CH1903: 585177 / 220924